# Bradford (West Yorkshire)
Bradford  é uma cidade e distrito  metropolitano de West Yorkshire, norte da Inglaterra. Ela está situada em Pennines, 8,6 milhas (13,8 km) a oeste de Leeds, e 16 milhas (25,7 km) a noroeste de Wakefield. Bradford tornou-se um bairro municipal em 1847, e tornou-se cidade em 1897.
A população é de 293.717 habitantes, sendo a décima terceira maior cidade do Reino Unido. Bradford faz parte da área metropolitana de West Yorkshire, com população estimada em 1,5 milhão de habitantes em 2001.

## Etimologia
O nome Bradford deriva do inglês antigo brād, "largo", e ford, "vau". Foi registrado como Bradeford em 1086 no Domesday Book. Este "vau largo" é o que cruzava Bradford Beck em Church Bank, perto do local da Catedral de Bradford.

## História

### Era medieval
Após a revolta de 1070, durante o episódio da devastação do norte da Inglaterra liderada por Guilherme, o Conquistador, o senhorio de Bradford foi saqueado. Este episódio é descrito no Domesday Book de 1086. A cidade então pertencia à baronia feudal chamada Honra de Pontefract, dada a Ilbert de Lacy pelos serviços prestados a Guilherme, o Conquistador. Seus descendentes permaneceram lá até 1311. Foram encontradas evidências da existência de um castelo já no período Lacy. O castelo pertenceu sucessivamente ao Conde de Lincoln, John Graunt e depois à Coroa, antes de se tornar propriedade privada em 1620.
Durante a Idade Média, Bradford tornou-se uma pequena cidade centrada nas atuais ruas Kirkgate, Westgate e Ivegate. Em 1316, há menção a um moinho de pisão, um moinho onde todo o milho da mansão era moído, e a um mercado. Durante a Guerra das Rosas, os habitantes da cidade se aliaram à Casa de Lancaster. Eduardo IV concedeu-lhe o direito de realizar duas feiras anuais e, a partir de então, a cidade começou a prosperar. Durante o reinado de Henrique VIII, Bradford ultrapassou Leeds como centro industrial. A cidade cresceu lentamente ao longo dos 200 anos seguintes, à medida que o comércio de lã se tornava cada vez mais importante.

### História Moderna
Durante a Primeira Guerra Civil Inglesa, a cidade foi palco de confrontos entre os Cabeças Redondas, apoiadores do Parlamento Inglês, e os Cavaliers, apoiadores dos Realistas. A cidade foi guarnecida pelos Cabeças Redondas. Foi atacada em 1642 pelos Realistas de Leeds. Thomas Fairfax assumiu o comando da guarnição e confrontou o Duque de Newcastle, mas foi derrotado. Os Parlamentares retiraram-se para Bradford, e os Realistas estabeleceram seu quartel-general em Bolling Hall, de onde organizaram o cerco de Bradford, que levou à sua rendição. A Guerra Civil causou um declínio na indústria, mas após a ascensão de Guilherme III e Maria II em 1689, a prosperidade começou a retornar. O aumento da industrialização no início do século XVIII viu um renascimento da cidade, enquanto novos canais e ligações rodoviárias incentivaram o comércio.

### Revolução industrial
Em 1801, Bradford era uma cidade mercantil com uma população de 6.393 habitantes. Bradford não é muito maior que a cidade vizinha de Keighley. É significativamente menor que Halifax e Huddersfield. Serve como centro de atração para os municípios vizinhos de Manningham, Bowling e Barkerend, Great Horton e Little Horton, separados da cidade por campos abertos. 
Uma presença militar permanente foi estabelecida na cidade com a conclusão do Bradford Moor Barracks em 1844.

#### Indústria siderúrgica
Os altos-fornos foram construídos por volta de 1788 por uma sociedade de quatro pessoas: Richard Hird, John Jarratt, Joseph Dawson e John Hardy em Low Moor. O minério de ferro foi trabalhado pela Bowling Iron Works até 1900. O ferro Yorkshire era usado para fabricar correntes, ganchos, bielas de locomotivas, gaiolas para minas de carvão e outros equipamentos de mineração que exigiam resistência excepcional. A Low Moor Company, que também fabricava ferro-gusa, empregava 1.500 homens em 1929. Quando o Município de Bradford foi formado em 1847, havia 46 minas de carvão na cidade. A produção de carvão continuou a crescer nas décadas seguintes, atingindo o pico em 1868, quando a cidade forneceu um quarto de todo o carvão e ferro produzidos em Yorkshire.

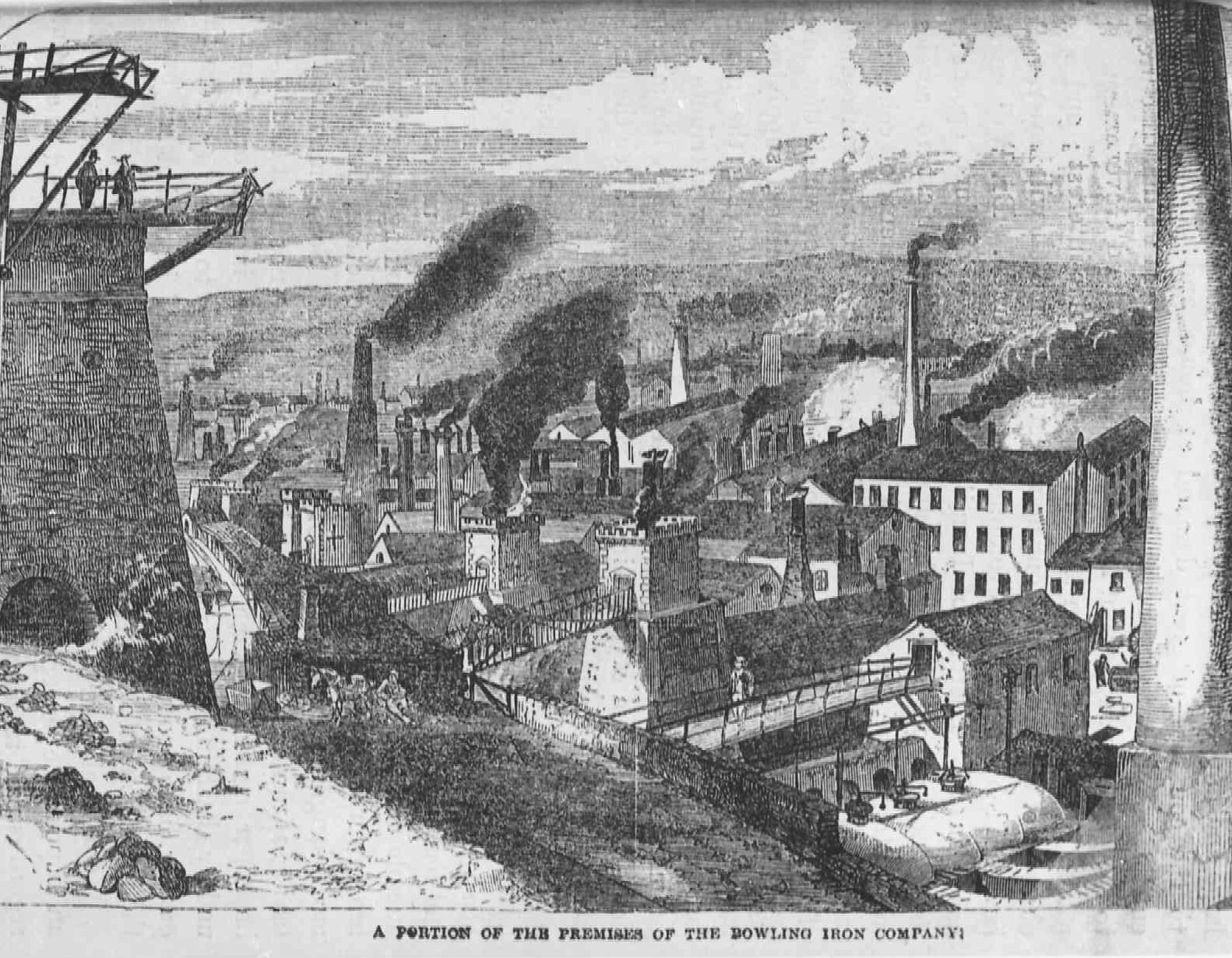
Bowling Iron Company em 1861.

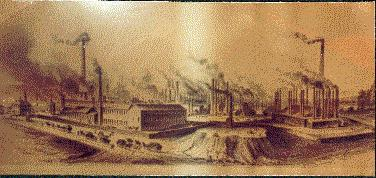
Low Moor Ironworks em 1855.

#### Indústria textil
A fiação de lã e a tecelagem de tecidos eram realizadas em casas de campo e fazendas. Em 1825, o sindicato dos penteadores de lã convocou uma greve; a greve durou cinco meses. No entanto, os trabalhadores foram forçados a retornar ao trabalho quando a penteação mecânica foi introduzida. A Revolução Industrial trouxe rápido crescimento, com lã importada, na fabricação de tecidos penteados, nos quais Bradford se especializou, e a cidade rapidamente se tornou reconhecida como a capital mundial da lã.
Titus Salt foi um dos maiores empregadores da indústria têxtil. Em 1833, ele administrou a tecelagem de lã de seu pai, especializada na produção de tecidos misturados com alpaca, mohair, algodão e seda. Em 1850, ele possuía cinco fábricas. No entanto, devido à poluição e às condições miseráveis de seus trabalhadores, Titus Salt deixou Bradford e transferiu seu negócio de Salt Mills para Saltaire em 1850. Em 1853, ele começou a construir uma vila operária lá.

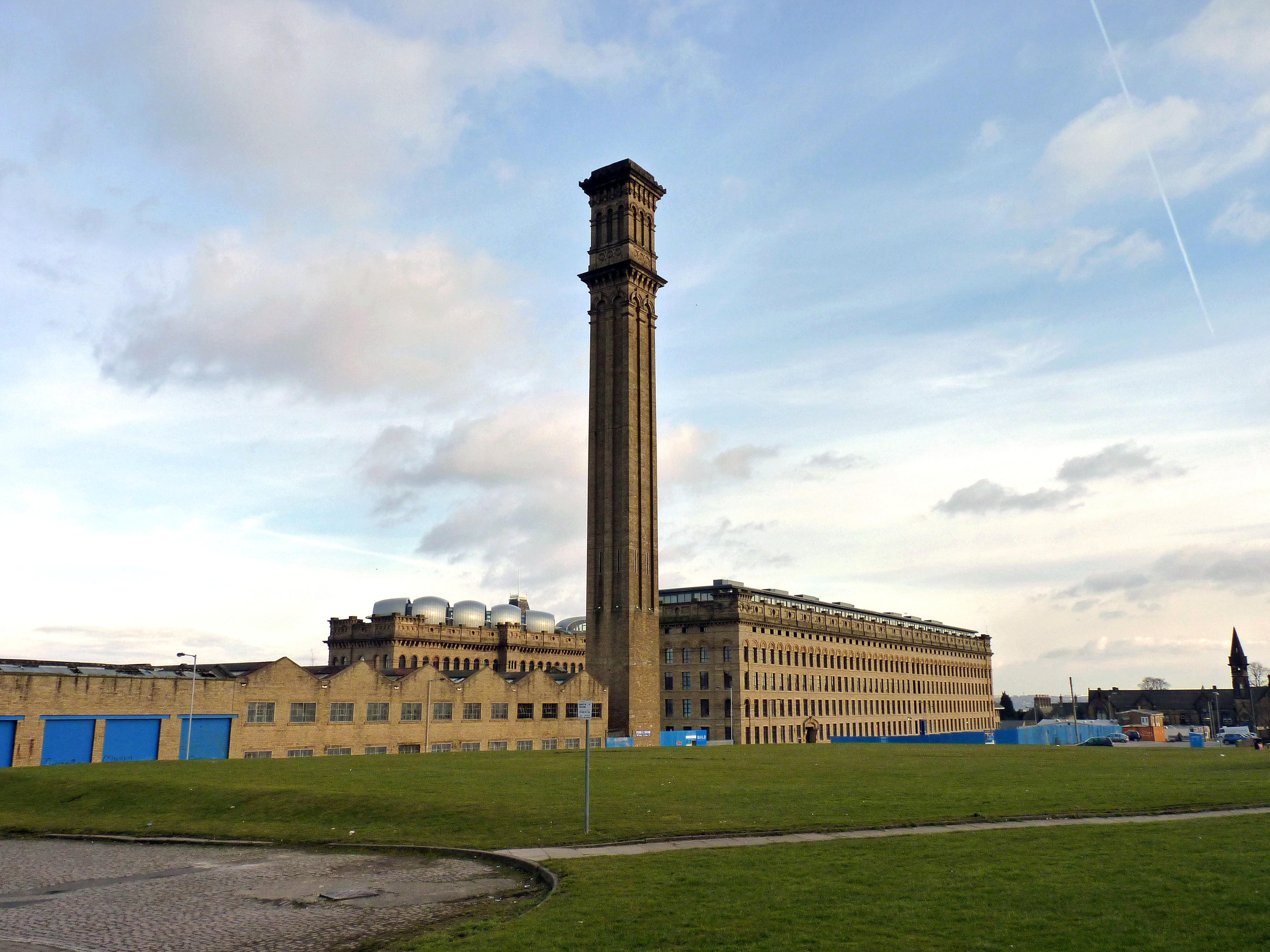
Lister's Mill.

Henry Ripley era sócio e diretor da Edward Ripley & Son, proprietária da Bowling Dye Works. Em 1880, a tinturaria empregava mais de 1.000 pessoas, sendo considerada a maior da Europa. Assim como Titus Salt, foi vereador, juiz de paz e deputado por Bradford. Preocupava-se profundamente com a melhoria das condições de moradia da classe trabalhadora. Construiu a vila industrial modelo de Ripley Ville em um terreno em Broomfields, East Bowling, próximo à tinturaria. Outros funcionários proeminentes foram Samuel Lister e seu irmão, penteadores e fabricantes de fios na Lister's Mill. A Lister's Mill personificava o empreendedorismo vitoriano, mas considera-se que sua atitude capitalista tornou os sindicatos necessários. Um crescimento sem precedentes, com mais de 200 chaminés de fábricas produzindo continuamente fumaça preta e sulfurosa, deu a Bradford a reputação de ser a cidade mais poluída da Inglaterra.
Epidemias de cólera e febre tifoide eram frequentes, e apenas 30% das crianças nascidas de trabalhadores têxteis chegavam aos 15 anos. Esse nível extremo de mortalidade infantil contribuiu para uma expectativa de vida de pouco mais de 18 anos para os moradores de Bradford, uma das mais baixas do país.
Para dar suporte às fábricas têxteis, desenvolveu-se na cidade uma atividade manufatureira significativa, fornecendo máquinas têxteis, o que levou à diversificação, com diferentes indústrias se desenvolvendo lado a lado. A Jowett Motor Company, fundada no início do século XX por Benjamin e William Jowett e Arthur V Lamb, fabricou carros e vans em Bradford por 50 anos. A Scott Motorcycle Company era uma conhecida fabricante de motocicletas e motores leves para a indústria. Fundada em 1908 em Bradford por Alfred Angas Scott, as motocicletas foram produzidas até 1978.

#### Mineração de carvão
Bradford possuía carvão extraído localmente em quantidade suficiente para fornecer a energia necessária à indústria. O arenito local era um excelente recurso para a construção de fábricas e, com uma população de 182.000 habitantes em 1850, a cidade cresceu rapidamente, com trabalhadores atraídos para empregos nas fábricas têxteis. Uma drástica escassez de água limitou severamente a expansão industrial e a melhoria do saneamento urbano. Em 1854, a Bradford Corporation comprou a Bradford Water Company, iniciando um importante programa de engenharia para levar água potável a Airedale, Wharfedale e Nidderdale. Em 1882, o abastecimento de água havia melhorado significativamente. Enquanto isso, a expansão urbana ocorreu ao longo das rotas de escoamento da cidade, e os bens comuns tornaram-se uma área urbana no final do século XIX.

#### Imigrações
Como muitas grandes cidades, Bradford tem sido um destino para imigrantes. Na década de 1840, a população de Bradford aumentou muito devido aos migrantes da Irlanda, particularmente dos condados rurais de Mayo e Sligo. Em 1851, cerca de 10% da população era de origem irlandesa, a maior proporção em Yorkshire. Em meados do século XIX, os irlandeses estavam concentrados em oito áreas densamente povoadas perto do centro da cidade. Uma delas é a área da Bedford Street em Broomfields, que em 1861 abrigava 1.162 pessoas de ascendência irlandesa, representando 19% de todos os nascidos na Irlanda no distrito. Em meados do século XIX, os irlandeses estavam concentrados em oito áreas densamente povoadas perto do centro da cidade. Uma delas é a área da Rua Bedford, em Broomfields, que em 1861 abrigava 1.162 pessoas de ascendência irlandesa, representando 19% de todos os irlandeses nascidos no distrito.

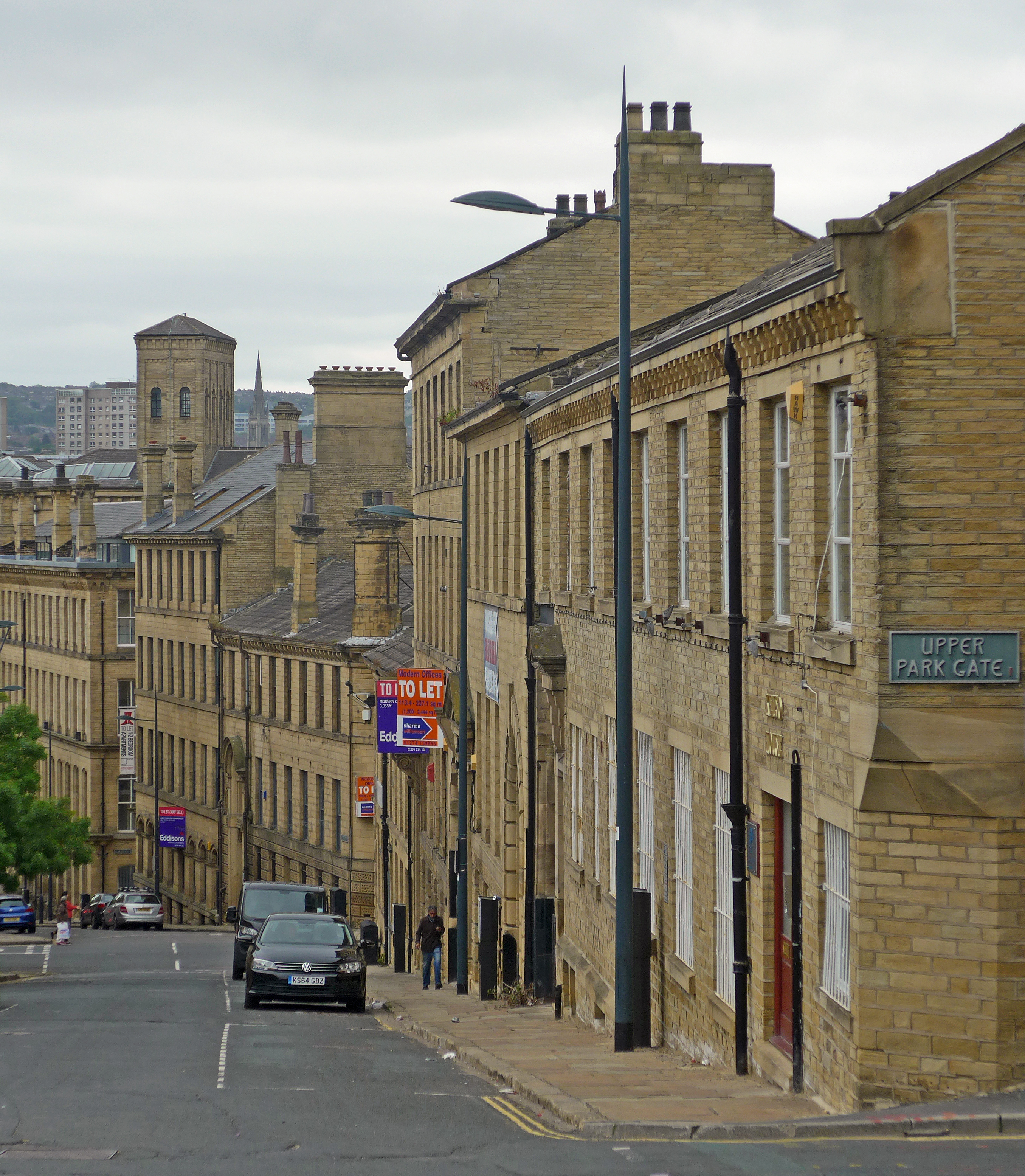
Bairro da Pequena Alemanha.

Nas décadas de 1820 e 1830, a imigração veio da Alemanha. Muitos eram comerciantes judeus e tornaram-se ativos na cidade. A comunidade judaica vivia principalmente na área de Manningham, onde a cidade tinha cerca de 100 famílias, mas desempenhou um papel importante no desenvolvimento de Bradford como um grande exportador de produtos de lã e na exportação de têxteis, principalmente na área de Little Germany e no centro da cidade de Bradford. Charles Semon (1814-1877) foi um comerciante têxtil e filantropo que desenvolveu uma produtiva casa de exportação têxtil na cidade. Ele se tornou o primeiro prefeito estrangeiro e judeu de Bradford em 1864. Jacob Behrens (1806-1889) foi o primeiro comerciante têxtil estrangeiro a exportar lã da cidade, tornando-se seu negócio uma multinacional multimilionária. Ele era filantropo e também ajudou a fundar a Câmara de Comércio de Bradford em 1851. Jacob Moser (1839-1922) era comerciante têxtil, associado à empresa Edelstein, Moser and Co, que se tornou uma bem-sucedida exportadora têxtil de Bradford. Jacob Moser era filantropo e fundou a Bradford Charity Organisation Society e a Guild of Help. Em 1910, Jacob Moser tornou-se o primeiro prefeito judeu de Bradford.

### Dias atuais
Após a Segunda Guerra Mundial, migrantes chegaram da Polônia e da Ucrânia. Desde a década de 1950, migrantes vieram de Bangladesh, Índia e, especialmente, do Paquistão. Em 1989, cópias de Os Versos Satânicos, de Salman Rushdie, foram queimadas na cidade e parte da comunidade muçulmana liderou uma campanha contra o livro. Em julho de 2001, tensões étnicas levaram a tumultos. Posteriormente, vários relatórios e artigos descreveram Bradford como uma cidade fragmentada com comunidades étnicas distintas.
A indústria têxtil sofreu um declínio na atividade durante a última parte do século XX.
Uma cultura de inovação tem sido essencial para a competitividade de Bradford, com a invenção de novas tecnologias têxteis na cidade; o trabalho de Samuel Lister é um excelente exemplo. Essa cultura perdura até hoje na economia da cidade, desde automóveis (Kahn Design) até eletrônicos.

## Geografia
Bradford está localizada a 53°45′00″N 01°50′00″W (53.7500, -1.8333). Topograficamente, está situada no lado leste de uma charneca, na região chamada South Pennines.

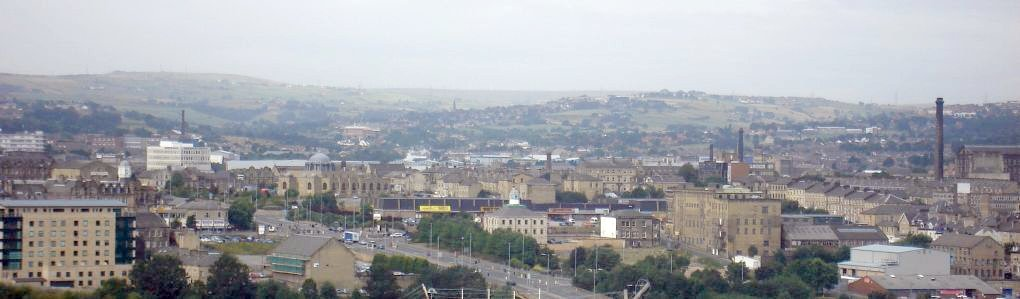
Bradford, 2006.

Bradford não foi construído sobre nenhum corpo d'água substancial, mas está situado na junção de três vales. Um dos vales, o Bradford Beck, nasce em charnecas a oeste — avolumado por seus afluentes, o Horton Beck, o Westbrook, o Bowling Beck e o Eastbrook. No local do vau original, o riacho vira para o norte e flui em direção ao rio Aire em Shipley. Bradfordale (ou Bradforddale) é um nome dado a este vale (ver, por exemplo, Firth 1997). Pode ser considerado um dos Yorkshire Dales, embora, ao passar pela cidade, muitas vezes não seja reconhecido como tal. O curso do riacho pelo centro da cidade é canalizado e tem sido assim desde meados do século XIX. No mapa Ordnance Survey de 1852, é visível até Sun Bridge, no final da Tyrrell Street, e depois ao lado da estação ferroviária Bradford Forster Square em Kirkgate. No Ordnance Survey de 1906, ele desaparece na Tumbling Hill Street, na Thornton Road, e aparece ao norte da Cape Street, na Valley Road, embora existam bueiros até a Queens Road
O Canal de Bradford, construído em 1774, ligando a cidade ao Canal de Leeds e Liverpool, recebia água de Bradford Beck e seus afluentes. O abastecimento de água do poluído Bradford Beck era frequentemente inadequado para alimentar as eclusas e poluiu fortemente o canal ao longo do tempo. Devido ao estado poluído do canal, que causava problemas de saúde, o conselho o fechou temporariamente em 1866. Em 1922, o canal foi fechado permanentemente por não ser economicamente viável mantê-lo. Nos tempos modernos, vestígios do canal ainda podem ser encontrados, inclusive na Canal Road, onde a rota do antigo canal pode ser vista de carro.

## Demografia
No censo de 2011 do Reino Unido, Bradford tinha uma população de 522.452 habitantes. Havia 106.680 domicílios em Bradford, e a densidade populacional era de 4.560 habitantes por quilômetro quadrado (11.820/sq mi). Para cada 100 mulheres, havia 92,9 homens. Bradford tem a população mais jovem e de crescimento mais rápido fora de Londres.

Densidade populacional na área do Conselho do Distrito Metropolitano de Bradford no censo de 2011

O censo mostrou que da população total de Bradford, 67,44% (352.317) eram brancos, 26,83% (140.149) asiáticos, 2,48% (12.979) mestiços, 1,77% (9.267) negros e 1,48% (7.740) de outras raças.

## Personalidades
Nasceram e cresceram em Bradford:
- Edward Appleton (1892-1965), Prémio Nobel de Física de 1947
- Zayn Malik - cantor
- Dynamo - mágico
- Kimberley Walsh - cantora
- Teddy Sinclair - cantora
- Allan Holdsworth - guitarrista jazz fusion

## Cidades-irmãs
- Escópia (Macedónia) depois de 1963
- Roubaix (França) depois de 1969
- Verviers (Bélgica) depois de 1970
- Mönchengladbach (Alemanha) depois de 1971
- Galway (Irlanda) depois de 1987
- Mirpur (Paquistão) depois de 1998